# Bedevil - Non installarla
Bedevil - Non installarla (Bedeviled) è un film del 2016 diretto dai fratelli Abel e Burlee Vang.
Film horror con protagonisti Saxon Sharbino, Victory Van Tuyl, Brandon Soo Hoo, Carson Boatman e Mitchell Edwards.

## Trama
Una giovane ragazza di nome Nikki scarica Mr. Bedevil, un'app misteriosa in stile Siri che si rivela essere un demone che la perseguita e infine la fa fuori facendo sembrare che sia morta d'infarto. Al funerale della ragazza partecipano il fidanzato Cody, la migliore amica Alice e il fidanzato di lei Gavin con i suoi amici Haley e Dan; dopo questo, i ragazzi ricevono un invito a scaricare Mr. Bedevil, che accettano, facendosi così marchiare da Bedevil col segno della sua app. Come conseguenza, alcuni di loro subiscono strani e inquietanti episodi come segno che il demone li sta perseguitando (il misterioso personaggio sembra infatti detestare la virtualità e la dipendenza dai social che interessa soprattutto gli adolescenti). Convinti inizialmente che si tratti di allucinazioni dovute alla strana app o al dolore per la perdita di Nikki, i ragazzi non danno molta importanza a ciò che sta accadendo, ma quando a ognuno di loro iniziano a succedere cose strane ed improbabili si convincono che ci sia davvero qualcosa di strano e reale. Il culmine arriva con la app che carica un filmato che ritrae Haley e Dan che fanno sesso. I protagonisti cercano così di distruggere i loro telefoni, ma questi tornano come nuovi, quindi si dirigono dalla polizia per raccontare l'intero accaduto, ma Mr. Bedevil corrompe la polizia. Più tardi, l'app attira Gavin nella casa di Alice, dove viene ucciso dai clown.
I quattro sopravvissuti recuperano il telefono di Nikki, e scoprono che questa aveva ricevuto l'invito della app da parte di Samuel Price, ex-insegnante di educazione fisica di Nikki. Alice e Cody raggiungono la casa di Sam e scoprono il suo corpo e i nastri contenenti le sue ricerche, nelle quali si scopre che Mr. Bedevil è una presenza paranormale che usa l'app per entrare nel mondo reale, in maniera simile a una tavoletta ouija. Nel frattempo, Haley e Dan vengono entrambi uccisi da Mr. Bedevil attraverso le loro peggiori paure. Cody scopre che è possibile disinstallare Mr. Bedevil dai loro telefoni scrivendo un codice, ma dato che l'app è in grado di adattarsi e riscrivere il suo firmware, Cody può usare il suo programma solo quando Mr. Bedevil entra nel mondo fisico connettendosi con l'hardware del telefono. I due sopravvissuti vanno quindi in un magazzino e preparano una trappola tramite due stazioni computer separate. Il piano riesce per Alice che riesce a disinstallare l'app, ma Cody invece soccombe perché il suo programma di disinstallazione non riesce a penetrare nel sistema di sicurezza del suo telefono. 
Infine Alice, mentre sta andando al college, chiama sua madre con una videochiamata, e si scopre che anche la madre ha scaricato Mr. Bedevil.

## Distribuzione
Il film è uscito il 22 ottobre 2016, a Los Angeles. In Italia è uscito il 28 giugno 2017.